# 李生 (1943年)
李生（1943年—），男，黑龙江哈尔滨人，中国计算机科学家，博士生导师，中国中文信息学会理事长。

## 生平
1943年出生于黑龙江哈尔滨。1965年毕业于哈尔滨工业大学，并留校任教。1985年开始研究中文-英文机器翻译系统，1987年担任哈尔滨工业大学计算机系系主任，1988年担任研发部主任，1998年至2004年担任哈尔滨工业大学党委书记。

## 学术贡献
主持完成国家自然科学基金和863计划20多项。

## 荣誉
2015年8月被授予计算语言学协会终身成就奖。

## 学生
- 王海峰 (学者)
- 周明 (学者)
- 张民 (学者)
- 赵铁军
- 刘挺 (学者)